# Olivia Smart
Olivia Smart est une patineuse artistique britannique puis espagnole, née le 1er avril 1997 à Sheffield. Elle est la partenaire de danse sur glace de Joseph Buckland de 2011 à 2015 puis d'Adrià Díaz à partir de 2016. Avec Díaz, elle participe aux Jeux olympiques d'hiver de 2022, terminant 8e, obtenant ainsi un diplôme olympique.

## Biographie

### Carrière sportive
Olivia Smart patine le début de sa carrière sportive avec Joseph Buckland pour son pays de naissance, le Royaume-Uni, jusqu'en 2015. Avec son partenaires, elle participe à trois mondiaux juniors et un mondial senior.
Olivia Smart obtient la nationalité espagnole en juillet 2017. Elle est ainsi éligible avec Adrià Díaz pour participer aux Jeux olympiques d'hiver de 2018. Le couple n'est pas sélectionné, la place espagnole revenant à Kirill Khaliavin et Sara Hurtado.
Quatre ans plus tard, Smart et Díaz dominent leurs compatriotes dans le processus de sélection pour les Jeux olympiques d'hiver de 2022. Lors de ces Jeux, ils sont tout d'abord neuvièmes de la danse rythmique. Sixième de la danse libre disputée sur la musique du masque de Zorro, ils se classent sixièmes avec 121.41 points soit un nouveau record d'Espagne. Avec 199.11 points au classement final, là aussi un nouveau record national, ils remplissent leur objectif d'obtenir un diplôme olympique en se classant huitièmes.
Après la fin de la carrière sportive de son partenaire Adrià Díaz, elle patine depuis 2023 avec l'allemand Tim Dieck. 

## Palmarès
Avec deux partenaires :
- Joseph Buckland (4 saisons : 2011-2015)
- Adrià Díaz (6 saisons : 2016-2022)
- Tim Dieck (2 saisons : 2023-2025)

| Compétition                                                                           | 2012    | 2013    | 2014    | 2015    |  | 2016    | 2017    | 2018    | 2019    | 2020    | 2021    | 2022    |  | 2023    | 2024    | 2025    |  |  |  |
| Jeux olympiques d'hiver                                                               |         |         |         |         |  |         |         |         |         |         |         | 8e      |  |         |         |         |  |  |  |
| Championnats du monde                                                                 |         |         |         | 27e     |  |         | 18e     | 12e     |         | CA      |         | 7e      |  |         | 19e     | 6e      |  |  |  |
| Championnats d’Europe                                                                 |         |         |         |         |  |         |         |         | 8e      | 8e      | CA      | 4e      |  |         |         | 5e      |  |  |  |
| Championnats de Grande Bretagne                                                       |         |         |         | 1re     |  |         |         |         |         |         |         |         |  |         |         |         |  |  |  |
| Championnats d'Espagne                                                                |         |         |         |         |  |         | 2e      | 1re     | 2e      | 1re     | F       | 1re     |  |         | 1re     | 1re     |  |  |  |
| Championnats du monde juniors                                                         | 17e     | 22e     | 10e     |         |  |         |         |         |         |         | CA      |         |  |         |         |         |  |  |  |
|                                                                                       |         |         |         |         |  |         |         |         |         |         |         |         |  |         |         |         |  |  |  |
| Grand Prix ISU                                                                        | 2011/12 | 2012/13 | 2013/14 | 2014/15 |  | 2015/16 | 2016/17 | 2017/18 | 2018/19 | 2019/20 | 2020/21 | 2021/22 |  | 2022/23 | 2023/24 | 2024/25 |  |  |  |
| Finale du Grand Prix                                                                  |         |         |         |         |  |         |         |         |         |         | CA      | CA      |  |         |         |         |  |  |  |
| Skate America                                                                         |         |         |         |         |  |         |         |         |         | 4e      |         | 4e      |  |         | 6e      | 3e      |  |  |  |
| Skate Canada                                                                          |         |         |         |         |  |         |         | 6e      | 5e      |         | CA      | 3e      |  |         |         |         |  |  |  |
| Coupe de Chine                                                                        |         |         |         |         |  |         |         |         |         |         |         |         |  |         |         | 4e      |  |  |  |
| Trophée de France                                                                     |         |         |         |         |  |         |         |         | 7e      | 4e      | CA      |         |  |         | 8e      |         |  |  |  |
| Légende : F = Forfait ; CA = Compétitions annulées à cause de la pandémie de Covid-19 |         |         |         |         |  |         |         |         |         |         |         |         |  |         |         |         |  |  |  |